# Whelen Modified Tour
Die Whelen Modified Tour (WMT), früher bekannt unter den Namen NASCAR Winston Modified Tour and NASCAR Featherlite Modified Series, ist die älteste Motorsport-Serie der NASCAR. Sie gehört zusammen mit der im Jahre 2005 gegründeten Whelen Southern Modified Tour zu den beiden höchsten Rennklassen der NASCAR, in der mit „Open-Wheel“-Fahrzeugen gefahren wird. Die Rennen der beiden Whelen-Modified-Serien der NASCAR werden hauptsächlich auf kleineren Ovalen durchgeführt. Dabei fährt die NASCAR Whelen Modified Tour nahezu ausschließlich im Nordosten der USA und die NASCAR Whelen Southern Modified Tour nahezu ausschließlich im Südosten der USA. Einzelne Rennen werden auch auf größeren Ovalen und Straßenkursen ausgetragen.

## Geschichte

### Modified Division
Die Modified Division wurde im Jahre 1947 unter dem Namen NASCAR’s National Modified Championship als erste Rennserie der NASCAR gegründet. Am 15. Februar 1948 fuhr man das erste offizielle Rennen auf dem Daytona Beach Road Course, noch bevor der heutigen Monster Energy NASCAR Cup Series, die höchste Rennklasse der NASCAR, das erste Rennen austrug. Red Byron gewann dieses Rennen sowie elf weitere in der Saison, was schließlich dazu führte, dass er der erste Champion der Modified Division wurde. Viele der damals eingesetzten Fahrzeuge waren im übrigen Vorkriegswagen, dies blieb teils noch bis in die 1960er-Jahre so.
Im Laufe der Zeit wurde die Modified Tour dann bekannt für technische Innovationen. Circa 1970 hatten viele der Modifieds große Stockblock-Motoren oder eine Saugrohreinspritzung sowie viele andere innovative Elemente, die die Fahrzeuge auf den Ovalen leistungsfähiger machten. Anfang der 1970er-Jahre wurde damit begonnen, die Autos für Dirt- und Asphalt-Rennen unterschiedlich einzustellen, da es mehr Spielraum bei der Einstellung der Autos gab. Zuvor wurde nahezu überall das gleiche Fahrzeug eingesetzt.
In den 1980er-Jahren wurde der Rennbetrieb für einige Teams zu teuer, vor allem aufgrund der langen Reisewege, den verhältnismäßig geringen Prämien und den über 60 Rennen pro Jahr, die unter anderem auf Strecke wie Watkins Glen International, dem Daytona International Speedway oder im Bowman Gray Stadium stattfanden. Richie Evans fuhr im Jahre 1984, dem letzten mit dem alten System der Whelen Modified Tour, insgesamt 66 Rennen. Man entschloss sich am Ende der Saison 1984 dazu, den Rennkalender drastisch zu kürzen, so dass der Verbleib einiger Teams gesichert werden konnte.

### Whelen Modified Tour
Die Modified Tour in ihrer heutigen Form startete im Jahre 1985 unter dem Namen „NASCAR Winston Modified Tour“. Richie Evans wurde posthum zum Champion gekürt, nachdem er unfallbedingt in einem Rennen im Oktober verstorben war.
Im Jahre 1994 wurde sie aufgrund eines Sponsorenwechsels in „NASCAR Featherlite Modified Series“ umbenannt. Im Jahre 2005 kam es dann erneut zu einem Wechsel des Hauptsponsors, die Serie heißt seitdem „NASCAR Whelen Modified Tour“.

## Autos

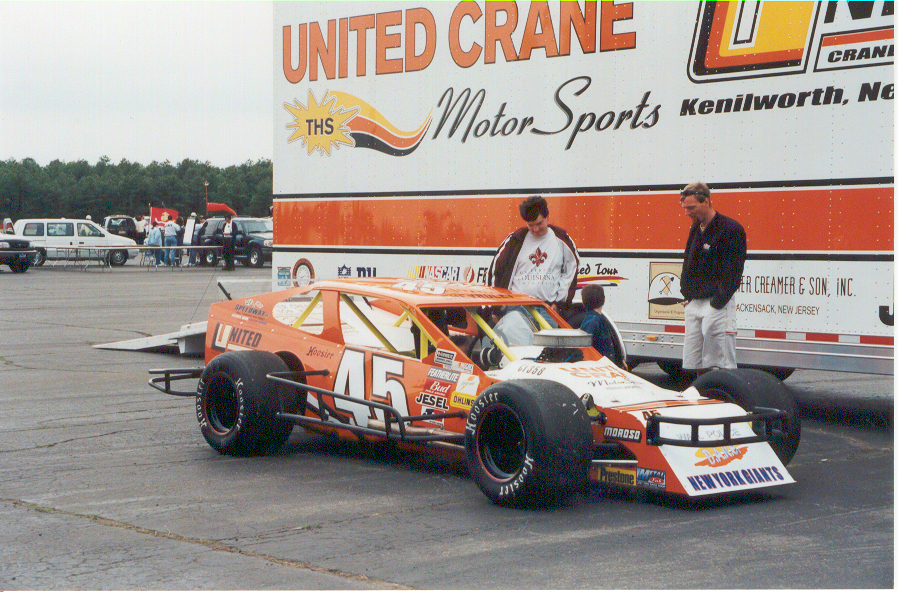
1. 45 Whelen Modified Auto

Die Autos der NASCAR Whelen Modified Tour unterscheiden sich sehr von denen der Cup Series. Die heutigen Autos werden von Troyer Engineering, Chassis Dynamics, Spafco Raceworks oder LFR gebaut. Die Reifen sind wie bei normalen Monoposto-Fahrzeugen angeordnet.
Ein NASCAR-Modified ist länger und breiter als ein Cup-Series-Auto. Es hat ein Gewicht von mindestens 1183 Kilogramm und einen Radstand von 271 Zentimeter. Als Motoren werden V8-Stockblock-Motoren eingesetzt, welche 550 bis 650 PS besitzen. Auf größeren Strecken wie dem New Hampshire Motor Speedway fahren die Autos aus Sicherheitsgründen mit Luftmengenbegrenzern. Als Automodelle werden Chevrolet Cavalier und Monte Carlo, der Dodge Avenger und Stealth, der Ford Mustang und Escort, der Plymouth Laser und Sundance und der Pontiac Sunbird sowie der Grand Prix eingesetzt.

## Sicherheit
Zu Beginn der Modified Tour gab es mehrere schwere Unfälle mit tödlichem Ausgang, wodurch die Frage aufkam, ob die Autos sicher genug sind. Infolgedessen wurden neue Chassis entwickelt, dennoch kam es im Jahre 2004 erneut zu einem tödlichen Unfall, weshalb weitere Vorschriften gemacht wurden. So wurde beispielsweise das HANS-System zum Schutz des Nackens Pflicht. In der Cup Series war es schon länger ein Teil der Pflichtausstattung eines jeden Rennwagens.
Am 16. August 2007 kollidierte John Blewett III im Laufe des Rennens mit seinem Bruder Jimmy Blewett und verletzte sich beim Aufprall so stark, dass er in ein nahe gelegenes Krankenhaus gebracht werden musste. Dort erlag er später seinen Verletzungen. Die Teams und Fahrer der Modified Tour diskutieren trotz der bereits recht hohen Standards über weitere Sicherheitsmaßnahmen, um die Gefahren eines Unfalls dieser Art zukünftig zu minimieren.

## Whelen-Modified-Tour-Meister
| Jahr | Fahrer             | Fahrzeugbesitzer                    | Siege | Nummer | Automarke      | Sponsor                                                                   | Chassis          |
| ---- | ------------------ | ----------------------------------- | ----- | ------ | -------------- | ------------------------------------------------------------------------- | ---------------- |
| 2016 | Doug Coby          | Mike Smeriglio III                  | 5     | #2     | Chevrolet      | Dunleavy's Truck & Trailer Repair/A&J Romano Construction/HEX Performance | LFR              |
| 2015 | Doug Coby          | Mike Smeriglio III                  | 7     | #2     | Chevrolet      | Dunleavy's Truck & Trailer Repair/A&J Romano Construction/HEX Performance | LFR              |
| 2014 | Doug Coby          | Mike Smeriglio III                  | 1     | #2     | Chevrolet/Ford | Dunleavy's Truck & Trailer Repair/A&J Romano Construction/HEX Performance | Troyer           |
| 2013 | Ryan Preece        | Eric Sanderson/Flamingo Motorsports | 4     | #16    | Ford           | East West Marine/Diversified Metals                                       | Troyer           |
| 2012 | Doug Coby          | Wayne Darling                       | 5     | #52    | Chevrolet      | Sims Metal Management/Reynolds Auto Wrecking/Seekonk Grand Prix           | Troyer           |
| 2011 | Ron Silk           | Ed Partridge                        | 3     | #6     | Chevrolet      | T.S. Haulers/Calverton Tree Farm                                          | Troyer           |
| 2010 | Bobby Santos       | Bob Garbarino/Mystic Missile Racing | 4     | #4     | Dodge          | Mystic River Marina                                                       | Troyer           |
| 2009 | Donny Lia          | Bob Garbarino/Mystic Missile Racing | 4     | #4     | Dodge          | Mystic River Marina                                                       | Troyer           |
| 2008 | Ted Christopher    | Eddie Whalen                        | 4     | #36    | Chevrolet      | Al-Lee Installations                                                      | Troyer           |
| 2007 | Donny Lia          | Bob Garbarino/Mystic Missile Racing | 6     | #4     | Dodge          | Mystic River Marina                                                       | Troyer           |
| 2006 | Mike Stefanik      | Eric Sanderson/Flamingo Motorsports | 1     | #16    | Pontiac        | Diversified Metals                                                        | Troyer           |
| 2005 | Tony Hirschman Jr. | Bob and Tom Kehley                  | 5     | #48    | Chevrolet      | Kamco Supply                                                              | Troyer           |
| 2004 | Tony Hirschman Jr. | Bob and Tom Kehley                  | 4     | #48    | Chevrolet      | Kamco Supply                                                              | Troyer           |
| 2003 | Todd Szegedy       | Don Barker                          | 4     | #50    | Ford           | Haynes Materials                                                          | Chassis Dynamics |
| 2002 | Mike Stefanik      | Art Barry                           | 2     | #21    | Chevrolet      | Lombardi’s Inside-Out                                                     | Spafco           |
| 2001 | Mike Stefanik      | Art Barry                           | 3     | #21    | Chevrolet      | New England Egg                                                           | Spafco           |
| 2000 | Jerry Marquis      | Mario Fiore                         | 5     | #44    | Pontiac        | Teddy Bear Pools                                                          | Troyer           |
| 1999 | Tony Hirschman Jr. | Gary Cretty                         | 6     | #25    | Dodge          | ATC                                                                       | Stefanik         |
| 1998 | Mike Stefanik      | Peter Beal/Charlie Bacon            | 13    | #x6    | Chevrolet      | Burnham Boilers                                                           | Stefanik         |
| 1997 | Mike Stefanik      | Peter Beal/Charlie Bacon            | 10    | #x6    | Chevrolet      | Burnham Boilers                                                           | Stefanik         |
| 1996 | Tony Hirschman Jr. | Lenny Boehler/BRE Racing            | 3     | #3     | Chevrolet      | BRE Racing                                                                | BRE              |
| 1995 | Tony Hirschman Jr. | Lenny Boehler/BRE Racing            | 1     | #3     | Chevrolet      | BRE Racing                                                                | BRE              |
| 1994 | Wayne Anderson     | Lenny Boehler/BRE Racing            |       | #3     | Chevrolet      | BRE Racing                                                                | BRE              |
| 1993 | Rick Fuller        | Curt Chase Racing                   | 2     | #77    | Pontiac        | Polar Beverages                                                           | Spafco           |
| 1992 | Jeff Fuller        | Sheba Racing                        |       | #8     | Chevrolet      | Sunoco Race Fuels                                                         | Troyer           |
| 1991 | Mike Stefanik      | Jack Koszela                        | 5     | #15    | Pontiac        | Auto Palace / ADAP                                                        | Stefanik         |
| 1990 | Jamie Tomaino      | Danny Ust                           | 1     | #U2    | Pontiac        |                                                                           | Troyer           |
| 1989 | Mike Stefanik      | Jack Koszela                        | 7     | #15    | Chevrolet      | Koszela Speed                                                             | Stefanik         |
| 1988 | Mike McLaughlin    | Sherwood Racing Team                | 5     | #12    | Chevrolet      | Sherri-Cup                                                                | RaceWorks        |
| 1987 | Jimmy Spencer      | Frank Cicci Racing                  | 6     | #24    | Oldsmobile     | Apple House Trucking / Quick Stop Beverage                                | Troyer           |
| 1986 | Jimmy Spencer      | Frank Cicci Racing                  | 4     | #24    | Oldsmobile     | Apple House Trucking / Quick Stop Beverage                                | Troyer           |
| 1985 | Richie Evans       | B.R.DeWitt                          | 12    | #61    | Chevrolet      | DeWitt Construction                                                       | Evans            |

## Whelen-Modified-Tour-Rookie-of-the-Year-Award-Gewinner (Bester Neuling)
| Jahr | Fahrer            |
| ---- | ----------------- |
| 2016 | Matthew Swanson   |
| 2015 | Chase Dowling     |
| 2014 | Timmy Solomito    |
| 2013 | Cole Powell       |
| 2012 | Keith Rocco       |
| 2011 | Patrick Emerling  |
| 2010 | Justin Bonsignore |
| 2009 | Eric Goodale      |
| 2008 | Glen Reen         |
| 2007 | Richard Savary    |
| 2006 | James W. Civali   |
| 2005 | Tyler Haydt       |
| 2004 | Ken Barry         |
| 2003 | Donny Lia         |
| 2002 | Todd Szegedy      |
| 2001 | Ricky Miller      |
| 2000 | Michael Boehler   |
| 1999 | Dave Pecko        |

## Whelen-Modified-Tour-Most-Popular-Driver-Award-Gewinner (Beliebtester Fahrer)
| Jahr | Fahrer             |
| ---- | ------------------ |
| 2016 | Melissa Fifield    |
| 2015 | Melissa Fifield    |
| 2014 | Melissa Fifield    |
| 2013 | Mike Stefanik      |
| 2012 | Ryan Preece        |
| 2011 | Justin Bonsignore  |
| 2010 | Ted Christopher    |
| 2009 | Ted Christopher    |
| 2008 | Ted Christopher    |
| 2007 | Todd Szegedy       |
| 2006 | Tony Hirschman Jr. |
| 2005 | Tony Hirschman Jr. |
| 2004 | Tom Baldwin        |
| 2003 | Tom Baldwin        |
| 2002 | Ed Flemke Jr.      |
| 2001 | Mike Stefanik      |
| 2000 | Rick Fuller        |
| 1999 | Reggie Ruggiero    |
| 1998 | Mike Stefanik      |
| 1997 | Mike Stefanik      |
| 1996 | Steve Park         |
| 1995 | Steve Park         |
| 1994 | Jeff Fuller        |
| 1993 | Jeff Fuller        |
| 1992 | Jeff Fuller        |
| 1991 | Satch Worley       |
| 1990 | Satch Worley       |
| 1989 | Reggie Ruggiero    |
| 1988 | Reggie Ruggiero    |
| 1987 | Jamie Tomaino      |
| 1986 | Jamie Tomaino      |
| 1985 | Mike McLaughlin    |

### Pre-Tour-NASCAR-Modified-Most-Popular-Driver-Award-Gewinner
| Jahr | Fahrer        |
| ---- | ------------- |
| 1984 | Brian Ross    |
| 1983 | Richie Evans  |
| 1982 | Richie Evans  |
| 1981 | Richie Evans  |
| 1980 | Richie Evans  |
| 1979 | Richie Evans  |
| 1978 | Richie Evans  |
| 1977 | Harry Gant    |
| 1976 | Jerry Cook    |
| 1975 | Richie Evans  |
| 1974 | Richie Evans  |
| 1973 | Richie Evans  |
| 1972 | Bugs Stevens  |
| 1971 | Bugs Stevens  |
| 1970 | Ray Hendrick  |
| 1969 | Ray Hendrick  |
| 1968 | Red Farmer    |
| 1967 | Al Grinnan    |
| 1966 | Runt Harris   |
| 1965 | Bobby Allison |

## NASCAR Modified All-Time Top 10 Fahrer
Die folgenden zehn Fahrer wurden 2003 von NASCAR in einer offiziellen Liste der besten Fahrer der Modified-Geschichte aufgelistet.
1. Richie Evans – Gewann von 1973 bis 1985 neun Mal den Modified-Titel.
2. Mike Stefanik – Sieben Whelen Modified Tour und zwei NASCAR-Busch-East-Series-Titel.
3. Jerry Cook – Sechs Mal NASCAR National Modified Champion in den 1970er-Jahren.
4. Geoff Bodine – Er hat einen Eintrag im Guinness-Buch der Rekorde, weil er im Jahre 1978 ganze 55 Rennen gewann.
5. Ray Hendrick – Genannt „Mr. Modified“. Fuhr mehr als zwei Jahrzehnte.
6. Tony Hirschman Jr. – Gewann den Whelen Modified Tour Titel fünfmal.
7. Bugs Stevens – Gewann drei aufeinander folgende Meisterschaften (1967–1969).
8. Fred DeSarro – NASCAR National Modified Champion 1970
9. Jimmy Spencer – Whelen Modified Tour Champion 1986 und 1987
10. Reggie Ruggiero – Bezeichnet als „Bester Fahrer, der nie die Meisterschaft gewann“. Er erfuhr insgesamt 44 Siege.